# Kallhåltjärnarna (Lycksele socken, Lappland, 717560-163986)
Kallhåltjärnarna är en sjö i Lycksele kommun i Lappland och ingår i Umeälvens huvudavrinningsområde. Sjön har en area på 0,105 kvadratkilometer och ligger 246 meter över havet.

## Delavrinningsområde
Kallhåltjärnarna ingår i det delavrinningsområde (717740-163973) som SMHI kallar för Mynnar i Arvån. Medelhöjden är 283 meter över havet och ytan är 6,25 kvadratkilometer. Det finns inga avrinningsområden uppströms utan avrinningsområdet är högsta punkten. Vattendraget som avvattnar avrinningsområdet har biflödesordning 4, vilket innebär att vattnet flödar genom totalt 4 vattendrag innan det når havet efter 162 kilometer. Avrinningsområdet består mestadels av skog (83 procent) och sankmarker (13 procent). Avrinningsområdet har 0,1 kvadratkilometer vattenytor vilket ger det en sjöprocent på 1,6 procent.